# دروازه پوتونگ
دروازه پوتونگ (به کره‌ای: 보통문)، دروازه غربی سیستم داخلی شهر محصور پیونگ‌یانگ (قلعه پیونگ‌یانگ) است. این بنا در واقع در سده ششم به عنوان بنای رسمی امپراتوری گوگوریو بنیان گشت و بعدها در سال ۱۴۷۳ میلادی بازسازی گشت. این بنا دارای یک پایه گرانیتی است که روی آن یک سازه دو طبقه قرار دارد. سازه این دروازه در جریان تخریب پیونگ‌یانگ در جنگ کره توسط نیروی هوایی آمریکا نابود شد، با این حال مدت‌ها بعد در سال ۱۹۵۵ بازسازی شد.
این سازه فرهنگی به عنوان گنجینه ملی شماره ۳ در آسیا ثبت و تأیید شده است.